# Bruno Tabanez
Bruno de Oliveira Tabanez (* 8. Mai 1985) ist ein brasilianischer Straßenradrennfahrer.
Bruno Tabanez gewann 2007 die siebte Etappe bei der Volta do Estado de São Paulo. Im nächsten Jahr war er bei zwei Teilstücken der Rundfahrt Torneio de Verao erfolgreich, wo er auch Zweiter der Gesamtwertung wurde. Außerdem gewann er 2008 eine Etappe beim Giro do Interior São Paulo, sowie die beiden Eintagesrennen Grande Prémio São Paulo und Prova Ciclistica 1° de Maio-Grande Prémio Ayrton Senna. 2009 wurde Tabanez Erster bei Prova Ciclística Aniversario TV Amapá-Canal 6 und er gewann je eine Etappe bei Torneio de Verao und beim Grande Prémio Cuiaba Chapada. Des Weiteren gewann er die beiden Eintagesrennen Prova Ciclística 9 de Julho und den Giro Memorial Atribuna sowie jeweils eine Etappe bei der Volta do Rio de Janeiro und bei der Volta do Estado de São Paulo.

## Erfolge
2007
- eine Etappe Volta do Estado de São Paulo

2009
- Prova Ciclística 9 de Julho
- eine Etappe Volta do Rio de Janeiro
- eine Etappe Volta do Estado de São Paulo